# نور الهدى الطيب
نور الهدى الطيب هي مجدفة تونسية وُلدت في 15 أكتوبر 1996، ومثلت تونس في دورة الألعاب الأولمبية الصيفية عام 2016، وفي في دورة الألعاب الأولمبية الصيفية عام 2020 حيث شاركت مع اللاعبة خديجة الكريمي في منافسات زوجي التجديف خفيف الوزن للسيدات.

## المشاركات والميداليات
شاركت نور الهدى الطيب مع زميلتها خديجة الكريمي في عام 2016 في دورة الألعاب الأولمبية الصيفية التي أقيمت بمدينة ريو دي جانيرو في البرازيل، حيث احتلتا المركو العشرين في منافسات زوجي التجديف خفيف الوزن للسيدات. كانت نور الهدى الطيب وخديجة الكريمي قد ضمنتا للمشاركة في أولمبياد ريو دي جانيرو 2016 بعد فوزهما في عام 2015 في منافسات زوجي التجديف في التصفيات الأفريقية المؤهلة للبطولة. وفي عام 2019، تأهل الثنائي التونسي المكون من نور الهدى الطيب وخديجة الكريمي مرة أخرى للمشاركة في دورة الألعاب الأولمبية الصيفية بعدما احتلتا المركز الأول في سباق زوجي التجديف خفيف الوزن لمسافة 2000 متر للسيدات في التصفيات الإفريقية المؤهلة لأولمبياد طوكيو 2020 متغلبتين على الثنائي الجزائري المكون من أمينة روية ونوال شيالي، والذي احتل المركز الثاني، والثنائي المصري المكون من سارة بركة وهدى منصور، والذي احتل المركز الثالث في الدور النهائي من التصفيات. وفي دورة الألعاب الأولمبية الصيفية 2020 التي أقيمت في مدينة طوكيو باليابان عام 2021، تمكن الثنائي التونسي المكون من نور الهدى الطيب وخديجة الكريمي من إنهاء الدور التمهيدي في المركز الرابع ضمن المجموعة الثالثة في سباق زوجي التجديف خفيف الوزن للسيدات، ولكنهما خرجا من البطولة بعد ذلك بعدما احتلتا المرتبة الخامسة في الدور ربع النهائي، ولم يتمكنا من التأهل إلى الدور نصف النهائي. وفي عام 2023، ضمنت نور الهدى الطيب وخديجة الكريمي التأهل للمشاركة في دورة الألعاب الأولمبية الصيفية التي من المقرر إقامتها في باريس بقرنسا عام 2024 بعدما احتلتا المركز الأول في منافسات زوجي التجديف في التصفيات الأفريقية المؤهلة للبطولة.